# Горбаньов Анатолій Петрович
Горбаньов Анатолій Петрович (нар. 1 червня 1948) — кандидат технічних наук, доцент, професор Харківського національного технічного університету сільського господарства імені Петра Василенка.

## Біографія
Анатолій Петрович народився 1 червня 1948 року в с. Безмятежне Шевченківського району Харківської області.
З 1966 по 1969 роки навчався у Вовчанському технікумі механізації та електрифікації.
У 1969 році працював на посаді головного механіка  колгоспу «Червоний шлях».
З 1969 по 1974 роки навчався у Харківському інституті механізації та електрифікації сільського господарства на факультеті механізації.
У 1974 році працював на посаді головного інженера Івашківської птахофабрики Золочівського району.
У 1978 році Анатолій Петрович директор Охоченської птахофабрики Нововодолазького району тресту «Харківптахопром».
У 1982 році директор тресту «Харківптахопром», генеральний директор ВО «Харківптахопром».
З 1998 року заслужений працівник сільського господарства України.
У 2001 році захистив кандидатську дисертацію, головний інженер асоціації Харківплодоовощгосп.
З 2005 року старший викладач кафедри виробничого навчання Харківського національного технічного університету сільського господарства імені Петра Василенка.
У 2006 році доцент кафедри виробничого навчання Харківського національного технічного університету сільського господарства імені Петра Василенка.
У 2011 році завідувач кафедри виробничого навчання Харківського національного технічного університету сільського господарства імені Петра Василенка.
У 2013 році професор кафедри оптимізації технологічних систем ім. Т. П. Євсюкова Харківського національного технічного університету сільського господарства імені Петра Василенка.

## Відзнаки та нагороди
- орден «Знак пошани» (1986);
- орден «Слобожанська слава» (2015).